# Nevitt Sanford
Nevitt Sanford, född 1909, död 1995, var en amerikansk professor i psykologi. Han är bland annat känd för att år 1950, tillsammans med Theodor Adorno, Else Frenkel-Brunswik och Daniel Levinson, ha utgivit boken The Authoritarian Personality.

## Biografi
Nevitt Sanford föddes år 1909 och växte upp i Richmond, Virginia. Han avlade doktorsexamen vid Harvard University; avhandlingen handlar om socialpsykologi och klinisk psykologi. År 1940 utnämndes han till professor i psykologi vid University of California. Tio år senare, 1950, blev han avskedad eftersom han hade vägrat att skriva under California loyalty oath. Därefter föreläste han vid Tavistock Institute och Vassar College. År 1959 blev Sanford återinsatt som professor, men han flyttade inom kort till Stanford University. År 1968 grundade han Wright Institute i Berkeley, Kalifornien. Wright Institute erbjuder bland annat doktorandstudier i psykologi.